# Shanghai Masters 2023 - Qualificazioni singolare
Le qualificazioni del singolare del Shanghai Masters 2023 sono state un torneo di tennis preliminare per accedere alla fase finale della manifestazione. I vincitori dell'ultimo turno sono entrati di diritto nel tabellone principale. In caso di ritiro di uno o più giocatori aventi diritto a questi sono subentrati i lucky loser, ossia i giocatori che hanno perso nell'ultimo turno ma che avevano una classifica più alta rispetto agli altri partecipanti che avevano comunque perso nel turno finale.

## Teste di serie
1. Rinky Hijikata (qualificato)
2. Aleksandar Kovacevic (qualificato)
3. James Duckworth (qualificato)
4. Marc Polmans (ultimo turno, squalificato)
5. Térence Atmane (qualificato)
6. Sho Shimabukuro (primo turno)
7. Lloyd Harris (primo turno)
8. Sumit Nagal (primo turno)
9. Hsu Yu-hsiou (qualificato)
10. Wu Tung-lin (ultimo turno)
11. Shintaro Mochizuki (primo turno)
12. Hong Seong-chan (ultimo turno)

1. Li Tu (ultimo turno)
2. Evgenij Donskoj (primo turno)
3. Jason Jung (primo turno)
4. Michail Kukuškin (qualificato)
5. Kaichi Uchida (primo turno)
6. Stefano Napolitano (qualificato)
7. Dane Sweeny (qualificato)
8. Denis Yevseyev (qualificato)
9. James McCabe (ultimo turno)
10. Steven Diez (ultimo turno)
11. Lorenzo Giustino (primo turno)
12. Alex Bolt (primo turno)

## Qualificati
1. Rinky Hijikata
2. Aleksandar Kovacevic
3. James Duckworth
4. Stefano Napolitano
5. Térence Atmane
6. Philip Sekulic

1. Beibit Žukaev
2. Michail Kukuškin
3. Hsu Yu-hsiou
4. Denis Yevseyev
5. Tseng Chun-hsin
6. Dane Sweeny

## Tabellone

### Legenda
| - Q = Qualificato - WC = Wild card - LL = Lucky loser | - ALT = Alternate - SE = Special Exempt - PR = Protected Ranking | - w/o = Walkover - r = Ritirato - d = Squalificato |

### Sezione 1
|  | Primo turno | Primo turno      | Primo turno    | Primo turno | Primo turno |  |  | Ultimo turno | Ultimo turno   | Ultimo turno   | Ultimo turno | Ultimo turno |  |
|  |             |                  |                |             |             |  |  |              |                |                |              |              |  |
|  | 1           | Rinky Hijikata   | Rinky Hijikata | 6           | 6           |  |  |              |                |                |              |              |  |
|  |             | Marek Gengel     | Marek Gengel   | 3           | 2           |  |  | 1            | Rinky Hijikata | Rinky Hijikata | 6            | 6            |  |
|  |             | Benjamin Lock    | 7              | 3           | 6           |  |  |              | Benjamin Lock  | Benjamin Lock  | 1            | 4            |  |
|  | 23          | Lorenzo Giustino | 67             | 6           | 4           |  |  |              |                |                |              |              |  |

### Sezione 2
|  | Primo turno | Primo turno          | Primo turno | Primo turno | Primo turno |  |  | Ultimo turno | Ultimo turno         | Ultimo turno | Ultimo turno | Ultimo turno |  |
|  |             |                      |             |             |             |  |  |              |                      |              |              |              |  |
|  | 2           | Aleksandar Kovacevic | 68          | 7           | 7           |  |  |              |                      |              |              |              |  |
|  | PR          | Aleksej Zacharov     | 7           | 5           | 6           |  |  | 2            | Aleksandar Kovacevic | 6            | 68           | 7            |  |
|  |             | Colin Sinclair       | 6           | 4           | 3           |  |  | 13           | Li Tu                | 2            | 7            | 5            |  |
|  | 13          | Li Tu                | 4           | 6           | 6           |  |  |              |                      |              |              |              |  |

### Sezione 3
|  | Primo turno | Primo turno     | Primo turno     | Primo turno | Primo turno |  |  | Ultimo turno | Ultimo turno    | Ultimo turno    | Ultimo turno | Ultimo turno |  |
|  |             |                 |                 |             |             |  |  |              |                 |                 |              |              |  |
|  | 3           | James Duckworth | James Duckworth | 6           | 6           |  |  |              |                 |                 |              |              |  |
|  |             | Mikalaj Haljak  | Mikalaj Haljak  | 4           | 3           |  |  | 3            | James Duckworth | James Duckworth | 7            | 6            |  |
|  | WC          | Xiao Linang     | 4               | 7           | 3           |  |  | 21           | James McCabe    | James McCabe    | 6            | 2            |  |
|  | 21          | James McCabe    | 6               | 65          | 6           |  |  |              |                 |                 |              |              |  |

### Sezione 4
|  | Primo turno | Primo turno        | Primo turno        | Primo turno | Primo turno |  |  | Ultimo turno | Ultimo turno       | Ultimo turno | Ultimo turno | Ultimo turno |  |
|  |             |                    |                    |             |             |  |  |              |                    |              |              |              |  |
|  | 4           | Marc Polmans       | 3                  | 6           | 7           |  |  |              |                    |              |              |              |  |
|  |             | Alibek Kačmazov    | 6                  | 3           | 63          |  |  | 4            | Marc Polmans       | 7            | 6            | d            |  |
|  |             | Omar Jasika        | Omar Jasika        | 1           | 5           |  |  | 18           | Stefano Napolitano | 63           | 6            |              |  |
|  | 18          | Stefano Napolitano | Stefano Napolitano | 6           | 7           |  |  |              |                    |              |              |              |  |

### Sezione 5
|  | Primo turno | Primo turno    | Primo turno    | Primo turno | Primo turno |  |  | Ultimo turno | Ultimo turno   | Ultimo turno   | Ultimo turno | Ultimo turno |  |
|  |             |                |                |             |             |  |  |              |                |                |              |              |  |
|  | 5           | Térence Atmane | Térence Atmane | 6           | 6           |  |  |              |                |                |              |              |  |
|  |             | Hiroki Moriya  | Hiroki Moriya  | 3           | 2           |  |  | 5            | Térence Atmane | Térence Atmane | 7            | 6            |  |
|  | WC          | Lý Hoàng Nam   | 6              | 4           | 3           |  |  | 22           | Steven Diez    | Steven Diez    | 62           | 2            |  |
|  | 22          | Steven Diez    | 2              | 6           | 6           |  |  |              |                |                |              |              |  |

### Sezione 6
|  | Primo turno | Primo turno     | Primo turno    | Primo turno | Primo turno |  |  | Ultimo turno | Ultimo turno   | Ultimo turno   | Ultimo turno | Ultimo turno |  |
|  |             |                 |                |             |             |  |  |              |                |                |              |              |  |
|  | 6           | Sho Shimabukuro | 2              | 7           | 4           |  |  |              |                |                |              |              |  |
|  |             | Arthur Weber    | 6              | 63          | 6           |  |  |              | Arthur Weber   | Arthur Weber   | 4            | 3            |  |
|  |             | Philip Sekulic  | Philip Sekulic | 6           | 7           |  |  |              | Philip Sekulic | Philip Sekulic | 6            | 6            |  |
|  | 17          | Kaichi Uchida   | Kaichi Uchida  | 3           | 65          |  |  |              |                |                |              |              |  |

### Sezione 7
|  | Primo turno | Primo turno   | Primo turno | Primo turno | Primo turno |  |  | Ultimo turno | Ultimo turno  | Ultimo turno | Ultimo turno | Ultimo turno |  |
|  |             |               |             |             |             |  |  |              |               |              |              |              |  |
|  | 7           | Lloyd Harris  | 6           | 3           | 64          |  |  |              |               |              |              |              |  |
|  |             | Dominik Palán | 3           | 6           | 7           |  |  |              | Dominik Palán | 6            | 6            | 3            |  |
|  |             | Beibit Žukaev | 4           | 6           | 6           |  |  |              | Beibit Žukaev | 7            | 3            | 6            |  |
|  | 15          | Jason Jung    | 6           | 3           | 3           |  |  |              |               |              |              |              |  |

### Sezione 8
|  | Primo turno | Primo turno      | Primo turno      | Primo turno | Primo turno |  |  | Ultimo turno | Ultimo turno     | Ultimo turno     | Ultimo turno | Ultimo turno |  |
|  |             |                  |                  |             |             |  |  |              |                  |                  |              |              |  |
|  | 8           | Sumit Nagal      | Sumit Nagal      | 3           | 2           |  |  |              |                  |                  |              |              |  |
|  |             | Luke Saville     | Luke Saville     | 6           | 6           |  |  |              | Luke Saville     | Luke Saville     | 3            | 3            |  |
|  | WC          | Mu Tao           | Mu Tao           | 2           | 4           |  |  | 16           | Michail Kukuškin | Michail Kukuškin | 6            | 6            |  |
|  | 16          | Michail Kukuškin | Michail Kukuškin | 6           | 6           |  |  |              |                  |                  |              |              |  |

### Sezione 9
|  | Primo turno | Primo turno  | Primo turno  | Primo turno | Primo turno |  |  | Ultimo turno | Ultimo turno | Ultimo turno | Ultimo turno | Ultimo turno |  |
|  |             |              |              |             |             |  |  |              |              |              |              |              |  |
|  | 9           | Hsu Yu-hsiou | Hsu Yu-hsiou | 6           | 6           |  |  |              |              |              |              |              |  |
|  |             | Miljan Zekić | Miljan Zekić | 2           | 1           |  |  | 9            | Hsu Yu-hsiou | 61           | 6            | 6            |  |
|  |             | Sun Fajing   | Sun Fajing   | 7           | 6           |  |  |              | Sun Fajing   | 7            | 3            | 1            |  |
|  | 24          | Alex Bolt    | Alex Bolt    | 63          | 3           |  |  |              |              |              |              |              |  |

### Sezione 10
|  | Primo turno | Primo turno     | Primo turno     | Primo turno | Primo turno |  |  | Ultimo turno | Ultimo turno   | Ultimo turno | Ultimo turno | Ultimo turno |  |
|  |             |                 |                 |             |             |  |  |              |                |              |              |              |  |
|  | 10          | Wu Tung-lin     | Wu Tung-lin     | 6           | 6           |  |  |              |                |              |              |              |  |
|  | PR          | Jahor Herasimaŭ | Jahor Herasimaŭ | 4           | 1           |  |  | 10           | Wu Tung-lin    | 4            | 6            | 3            |  |
|  | WC          | Zhou Yi         | Zhou Yi         | 2           | 4           |  |  | 20           | Denis Yevseyev | 6            | 4            | 6            |  |
|  | 20          | Denis Yevseyev  | Denis Yevseyev  | 6           | 6           |  |  |              |                |              |              |              |  |

### Sezione 11
|  | Primo turno | Primo turno        | Primo turno | Primo turno | Primo turno |  |  | Ultimo turno | Ultimo turno      | Ultimo turno | Ultimo turno | Ultimo turno |  |
|  |             |                    |             |             |             |  |  |              |                   |              |              |              |  |
|  | 11          | Shintaro Mochizuki | 6           | 1           | 4           |  |  |              |                   |              |              |              |  |
|  |             | Tseng Chun-hsin    | 4           | 6           | 6           |  |  |              | Tseng Chun-hsin   | 7            | 4            | 6            |  |
|  |             | Yasutaka Uchiyama  | 6           | 4           | 6           |  |  |              | Yasutaka Uchiyama | 64           | 6            | 3            |  |
|  | 14          | Evgenij Donskoj    | 2           | 6           | 1           |  |  |              |                   |              |              |              |  |

### Sezione 12
|  | Primo turno | Primo turno     | Primo turno     | Primo turno | Primo turno |  |  | Ultimo turno | Ultimo turno    | Ultimo turno    | Ultimo turno | Ultimo turno |  |
|  |             |                 |                 |             |             |  |  |              |                 |                 |              |              |  |
|  | 12          | Hong Seong-chan | Hong Seong-chan | 7           | 6           |  |  |              |                 |                 |              |              |  |
|  |             | Ergi Kırkın     | Ergi Kırkın     | 5           | 3           |  |  | 12           | Hong Seong-chan | Hong Seong-chan | 2            | 1            |  |
|  | WC          | Li Hanwen       | Li Hanwen       | 62          | 2           |  |  | 19           | Dane Sweeny     | Dane Sweeny     | 6            | 6            |  |
|  | 19          | Dane Sweeny     | Dane Sweeny     | 7           | 6           |  |  |              |                 |                 |              |              |  |